# المصير (مسلسل عراقي)
المصير القادم (2007) هو مسلسل عراقي ينقل واقع المحلة العراقية بشرائحها المختلفة وثقافاتها المتنوعة ويعكس صراعات في داخل الشخصيات وصراعات بين افراد الاسرة الواحدة وصراعات مصالح مع الاخرين.
أحداث المسلسل تدور حول أربعة من شباب المحلة يمثل كل منهن شريحة وجيلاً جمعتهم المحلة وفرقتهم الظروف ويتعرضون لمشاكل مختلفة
يناقش المسلسل جراح العراق ويطرح السلبيات التي لا تزال مستشرية في المجتمع العراقي.
أُنتج من قبل قناة البغدادية.